# Synema quadrimaculatum
Synema quadrimaculatum är en spindelart som beskrevs av Roewer 1961. Synema quadrimaculatum ingår i släktet Synema och familjen krabbspindlar.
Artens utbredningsområde är Senegal. Inga underarter finns listade i Catalogue of Life.